# Alexandra Rexová
Alexandra Rexová, née le 5 août 2005 à Bratislava, est une skieuse alpine handisport slovaque Elle concourt dans la catégorie B2 des athlètes déficients visuels. Elle remporte un titre paralympique aux Jeux de 2022.

## Carrière
Rexová est atteinte de la maladie de Stargardt qui lui a détérioré la vision, depuis l'âge de six ans.
Aux Jeux paralympiques d'hiver de 2022, elle remporte le titre paralympique sur le Super G malvoyantes, avec sa guide Eva Trajcikova. La veille de cette victoire, elle a terminé au pied du podium de la descente malvoyantes.

## Palmarès

### Jeux paralympiques
| Épreuve / Édition | Pékin 2022 |
| ----------------- | ---------- |
| Descente          | 4e         |
| Super-G           | Or         |
| Slalom géant      | 5e         |
| Slalom            | Bronze     |
| Super combiné     | DNF        |